# Кхокхай

Кхокхай (тайск. ข ไข่, кхай — «яйцо») — вторая буква тайского алфавита. Как инициаль слога обозначает придыхательный глухой взрывной согласный (инициаль «Кх»), в траянге относится к аксонсунг (верхний класс) и является «напарником» (кхукап) для букв нижнего класса кхокхуай и кхокхон, как финаль слога относится к матре мекок (финаль «к»). Как буква из аксонсунга (верхнего класса) может произноситься только четырьмя тонами: эк, тхо, три, тьаттава, первым тоном (саман) не произносится, а когда не имеет диакритических знаков тона, то произносится пятым тоном (тьаттава).

## Ваййакон (грамматика)
- ของ (конг) — кхамсаденг квампэнцаукхонг, префикс притяжательности.